# متدثرة طيرية
متدثرة طيرية (الاسم العلمي: Chlamydia avium) هي نوع من البكتيريا يتبع جنس المتدثرة من الفصيلة المتدثرية.